# Super FM
Super FM este un post local din Brașov, România lansat pe 15 septembrie 2007 de MIX MEDIA GROUP, trustul de presă care mai are în prezent și postul de radio Radio Brașov. Super FM difuzează mai multe genuri de muzică: manele (un stil de muzică destul de controversat dar iubit de numeroase persoane), folclor, muzică populară, etno-party, muzică de petrecere, hituri ale momentului, cu scopul de a-l ține pe ascultător activ și vesel. Postul de radio poate fi recepționat zilnic pe 93,8 MHz în Brașov și în Făgăraș pe 88,2 MHz.
Echipa de DJ constă din Claudia Popa - realizatoare a emisiunii "Chef de viață", Adi Grecu - realizator "Super Show" mix-uri de după-amiaza, cu muzică aleasă, și Cornel Ichim cu "179 minute" în care oferă ascultătorilor posibilitatea de a se refugia departe de cotidian, în acordurile ce se fac auzite în direct. 
Super FM a devenit, în scurt timp de existență, unul dintre cele mai ascultate posturi de radio din Brașov și de pe internet de către cei plecați din țară, fapt demonstrat de audiențele mari înregistrate de sondajele trafic.

## Super FM Făgăraș
Fața de postul mamă Super FM Brașov stația locală din Făgăraș are propria sa grilă de programe muzicale cu excepția unor preluări live din Brașov. Pe lângă manele acest post difuzează și muzică populara specifică zonei.

## Frecvențe
- 93,8 Mhz - Brașov
- 88,2 Mhz - Făgăraș